# It's Late
It's Late is een nummer van de Britse rockband Queen, geschreven door gitarist Brian May en uitgebracht op het album News of the World. Het komt voor in de films Kurt Cobain: About A Son (2006) en Observe and Report (2009).